# Habibi (fumetto)
Habibi è un graphic novel di Craig Thompson pubblicato da Pantheon Books nel settembre 2011, in Italia nell'ottobre dello stesso anno da Rizzoli Lizard. Il libro di 672 pagine è ambientato in un immaginario paese islamico, distopico e anacronistico, e descrive la relazione tra Dodola e Zam, due ragazzi fuggiti dalla schiavitù che vengono separati e subiscono molte trasformazioni mentre crescono con nuovi nomi e nuovi corpi, che si riveleranno un ostacolo al loro amore quando in seguito si ritroveranno. Il sito web del libro descrive il suo contenuto come una storia d'amore e una parabola sulle relazioni umane con il mondo naturale che esplora tematiche come il divario culturale tra il primo e il terzo mondo e il retaggio comune della Cristianità e dell'Islamismo.
Il romanzo ha ricevuto critiche contrastanti: infatti da una parte è stato lodato da articoli usciti su Time, Elle, Salon, NPR e altri per la bellezza visiva del disegno e l'ottima resa della sua ambientazione epica, ma d'altra parte ha ricevuto critiche per il modo in cui tratta della sessualità e per l'immagine negativa data al mondo arabo e alla sua cultura. 

## Genesi dell'opera
Thompson iniziò a lavorare su Habibi alla fine del 2004. Pur se il libro è molto influenzato anche dai suoi lavori precedenti come Blankets, che descrive autobiograficamente l'educazione cristiana di Thompson e le sue credenze, Habibi fu concepito come parte del suo desiderio di capire meglio e umanizzare l'Islam, focalizzarsi sulla bellezza delle culture arabe e islamiche, così in contrasto con la loro fama negativa.
Nello sviluppo della storia, Thompson fu ispirato dalla calligrafia araba, interpretando quella forma di scrittura come la rappresentazione stenografica di un'idea o un concetto che, dice Thompson, è anche all'origine dell'arte fumettistica. Ciascuno dei nove capitoli del libro è caratterizzato da un particolare stile del disegno, e come cornice viene impiegata la forma di un talismano Arabo. Il libro contiene anche citazioni esplicite di dipinti orientalisti del XIX secolo, in particolare di Jean-Léon Gérôme.

## Storia
Habibi è ambientato nel presente anche se in un paesaggio orientalistico immaginario che Thompson ha pensato con lo scopo di creare una grande fiaba che gli permettesse di contrapporre il mondo antico a quello moderno e al contempo di evitare l'inserimento di armi o guerre storicamente determinate.
Nonostante sia ambientato in una terra islamica e includa elementi come la scrittura araba, Thompson è riluttante a dire che la narrazione abbia luogo in Medio Oriente, preferendo enfatizzare il fatto che si tratta di una terra mitica, e che le caratteristiche vagamente musulmane dei personaggi sono in realtà il frutto del contesto in cui sono cresciuti. Thompson spiega che ha preso in prestito elementi da differenti aree geografiche e li ha mescolati con altri di sua invenzione. Il libro è inframezzato da disegni di storie tratte dal Corano che si intrecciano con il filone narrativo principale che è quello che segue le vicende di Dodola, una giovane ragazza che, nonostante sia intelligente e istruita, viene venduta per la propria bellezza, e del più piccolo Zam, un ragazzo di colore che a causa del suo rapporto contrastante con la madre adottiva è portato a compiere scelte autodistruttive.